# Liste der Biografien/Smith, N
Liste der Biografien |
Portal Biografien |
N Personensuche
# |
A |
B |
C |
D |
E |
F |
G |
H |
I |
J |
K |
L |
M |
N |
O |
P |
Q |
R |
S |
T |
U |
V |
W |
X |
Y |
Z |
?
 
Sa |
Sb |
Sc |
Sd |
Se |
Sf |
Sg |
Sh |
Si |
Sj |
Sk |
Sl |
Sm |
Sn |
So |
Sp |
Sq |
Sr |
Ss |
St |
Su |
Sv |
Sw |
Sy |
Sz
 
Sma |
Smb |
Sme |
Smi |
Smj |
Smo |
Smr |
Smu |
Smy
 
Smia |
Smic |
Smid |
Smie |
Smig |
Smij |
Smik |
Smil |
Smir |
Smis |
Smit
 
Smita |
Smite |
Smith |
Smitk |
Smitr |
Smits |
Smitt
 
Smith, A |
Smith, B |
Smith, C |
Smith, D |
Smith, E |
Smith, F |
Smith, G |
Smith, H |
Smith, I |
Smith, J |
Smith, K |
Smith, L |
Smith, M |
Smith, N |
Smith, O |
Smith, P |
Smith, Q |
Smith, R |
Smith, S |
Smith, T |
Smith, U |
Smith, V |
Smith, W |
Smith, Y |
Smith, Z |
Smith? |
Smitha |
Smithe |
Smithi |
Smiths |
Smithw |
Smithy
Die Liste der Biografien führt alle Personen auf, die in der deutschsprachigen Wikipedia einen Artikel haben. Dieses ist eine Teilliste mit 29 Einträgen von Personen, deren Namen mit den Buchstaben „Smith, N“ beginnt.

## Smith, N

### Smith, Na
- Smith, NaLyssa (* 2000), US-amerikanische Basketballspielerin
- Smith, Nana (* 1971), japanisch-US-amerikanische ehemalige Tennisspielerin
- Smith, Nara (* 2001), deutsches Model und Influencerin
- Smith, Nate (* 1974), US-amerikanischer Jazzmusiker (Schlagzeug) und Filmkomponist
- Smith, Nate (* 1985), US-amerikanischer Country-SängerNate Smith (* 1985)

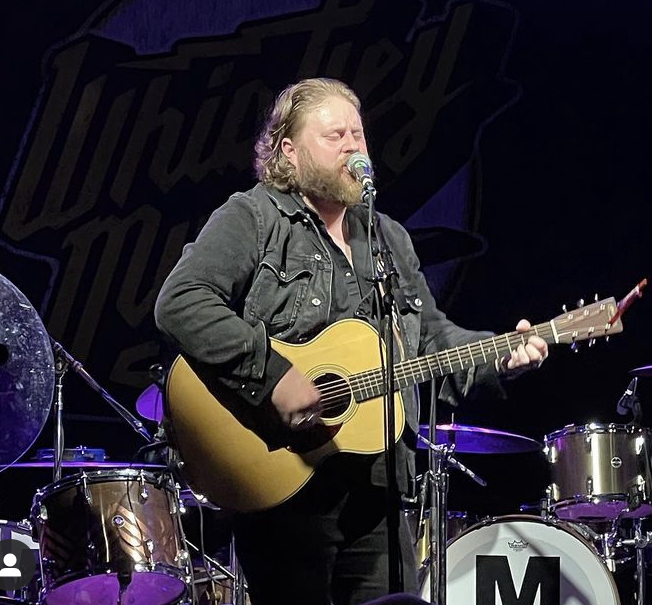
Nate Smith (* 1985)

- Smith, Nathan, US-amerikanischer Tennisspieler
- Smith, Nathan (1770–1835), US-amerikanischer Politiker (Whig Party)
- Smith, Nathan (* 1982), kanadischer Eishockeyspieler
- Smith, Nathan (* 1985), kanadischer Biathlet
- Smith, Nathaniel (1762–1822), US-amerikanischer Politiker
- Smith, Nathaniel W. (1873–1957), US-amerikanischer Politiker

### Smith, Ne
- Smith, Neal, US-amerikanischer Jazzmusiker und Hochschullehrer
- Smith, Neal Edward (1920–2021), US-amerikanischer Politiker
- Smith, Neil (* 1939), britischer Linguist
- Smith, Neil (1954–2012), schottisch-amerikanischer Geograph, Stadtforscher und Anthropologe
- Smith, Neil (* 1964), kanadischer Schriftsteller und Übersetzer
- Smith, Nels H. (1884–1976), US-amerikanischer Politiker, Gouverneur von Wyoming
- Smith, Neville V. (1942–2006), britischer Physiker

### Smith, Ni
- Smith, Nick (* 1934), US-amerikanischer Politiker
- Smith, Nick (* 1960), britischer Politiker (Welsh Labour Party)
- Smith, Nick (* 1964), neuseeländischer Politiker
- Smith, Nina (* 1955), dänische Ökonomin und Hochschullehrerin
- Smith, Nivea (* 1990), bahamaische Sprinterin

### Smith, No
- Smith, Noah (1800–1868), US-amerikanischer Anwalt und Politiker
- Smith, Noel Mason (1895–1955), US-amerikanischer Regisseur und Drehbuchautor
- Smith, Nolan (* 2001), US-amerikanischer American-Football-Spieler
- Smith, Norman (1923–2008), britischer Tontechniker, Musikproduzent und Musiker
- Smith, Norman Kemp (1872–1958), schottischer Philosoph
- Smith, Normie (1908–1988), kanadischer Eishockeytorwart